# UU Весов
UU Весов (лат. UU Librae) — одиночная переменная звезда в созвездии Весов на расстоянии (вычисленном из значения параллакса) приблизительно 3295 световых лет (около 1010 парсеков) от Солнца. Видимая звёздная величина звезды — от более +15m до +12m.

## Характеристики
UU Весов — красная пульсирующая переменная звезда, мирида (M) спектрального класса Me.